# Eszköz (számvitel)
A számvitelben az eszköz, régiesen aktíva szóval jelölik a vállalkozás vagyonának elemeit, azaz minden olyan erőforrást, amely:
- a vállalkozás tulajdonában (vagy ellenőrzése alatt) van,
- a vállalkozás jövedelemszerzés céljára használja fel
- értéke számszerűsíthető.

Az eszközöket a használati idejük alapján két csoportba osztjuk:
- hosszú lejáratú eszközök (tárgyi eszközök, immateriális javak, befektetett pénzügyi eszközök, halasztott adók): olyan eszközök, amelyeket a vállalkozás valószínűleg több mint egy évig fog használni
- rövid lejáratú eszközök (készletek, követelések, pénzeszközök, aktív időbeli elhatárolások): olyan eszközök, amelyek várhatóan egy éven belül kikerülnek a vállalkozás vagyonából, például
  - a készletet eladják vagy a termelés során felhasználják,
  - a követelést kiegyenlítik,
  - a pénzeszközt elköltik.